# 埃及學家商博良：破解古埃及文的天才
《埃及學家商博良：破解古埃及文的天才》（法語：Champollion : Un scribe pour l’Égypte，直譯：「商博良：埃及書吏」）是法國埃及學家米謝·戴華特的插畫專題論著，同時也是法國歷史學家、語言學家兼埃及學家尙-法蘭索瓦·商博良的生平傳記。法文原版於1990年由加利瑪出版社在巴黎發行，是為該出版社旗下的「加利瑪發現文庫」第96種書目；臺灣時報文化於2003年推出中譯本，作為其旗下的「發現之旅叢書」第68集。該書在2000年改編成同名紀錄片。

## 簡介
《埃及學家商博良：破解古埃及文的天才》原屬「迷你」口袋叢書「加利瑪發現文庫」中的「考古」系列（Série Archéologie）。依「加利瑪發現文庫」的「圖像閱讀」傳統，該書奠基於一套豐富的圖像文獻，用平滑度高且光澤感強的雪銅紙印製，將文本和高品質的視覺圖像巧妙結合，達成圖文互動的影像蒙太奇式編排，為閱讀增添趣味，猶如觀賞一部電視紀錄片。換言之，「貨眞價實的專題論著，以藝術圖書的標準編輯出版」，幾乎有如一本充滿彩色插畫的「圖像小說」。
天賦異稟的商博良，20歲時就已掌握除法語以外的十多種語言。他的目標是完全掌握科普特語，再由此尋回法老王的語言，如同他自己所說：「通曉埃及文，一如我的母語法文！」作者在本書中回溯了這位埃及學先驅不同凡響的一生，以及尼羅河谷地的重要考古發現。該書試圖用通俗的語言，向讀者逐步介紹商博良一生的發現及成果，讓讀者能全方面瞭解這位令一個沉寂了一千五百年的文明重生的天才。

## 章節
開卷「片花」（pp. 1–7），為一系列佔據整頁的《埃及語法》手稿彩頁，商博良著，發表於1836年。正文內容分為五個章節——第一章：「未來之光」（pp. 11–25）；第二章：閱讀歷史，創造歷史（pp. 27–37）；第三章：鑽研四年，打破15個世紀的沉默（pp. 39–55）；第四章：義大利與查理十世博物館的埃及文物（pp. 57–69）；第五章：整整一生，換埃及的15個月（pp. 71–95）。
該書的第二部份「見證與文獻」，收集了摘錄自各種文獻或文學來源的資料，分成六個部份——1. 破解緘默的符號（pp. 98–101）；2. 埃及考察隊之外（pp. 102–105）；3. 奇異的貝都人（pp. 106–119）；4. 考古與文化財：埃及文物之保護（pp. 120–123）；5. 從蘆筆到羽毛筆（pp. 124–129）；6. 紀念碑與過度簡化的形象（pp. 130–137）。最後，該書以「圖片目錄與出處」（pp. 138–141）和「索引」（pp. 141–146）作結。

## 反響
在Babelio上，基於15條評分，《埃及學家商博良》平均得分3.60（最高5分），表示「普遍反響良好」。

## 改編
《埃及學家商博良》在2000年改編成紀錄片《商博良：埃及書吏》（Champollion : Un scribe pour l’Égypte），法國導演尚-克勞德·呂伯康斯基執導，法國演員法蘭絲瓦·法比安和尚-雨果‧安格拉擔任旁白，製片公司包括德法公共電視台、跨歐電影公司、加利瑪出版社以及羅浮宮博物館。該片於德法公共電視台的系列節目《人類探險之旅》中首播，並另有德文配音版——，以及配備英文和西班牙文字幕的版本。

## 外部連結
- 官方网站 （法文）